# Otto Wilhelm Dahlgren
Otto Wilhelm Dahlgren, född 10 juli 1858 i Alingsås, död 7 juni 1921 i Sala, var en svensk civilingenjör och medaljgravör.
Han var son till läroverkskollegan Carl Otto Nathanael Dahlgren och Bernhardina Mathilda Rådberg och från 1887 gift med Alma Tour. Dahlgren var anställd som disponent vid Sala maskinfabriksaktiebolag 1896–1921. Han var vid sidan av sitt arbete verksam som medaljgravör och utförde medaljer över bland annat JB Dahlgren och TM Bäckström.